# بلغار (شهرستان چکماگوشفسکی، باشقیرستان)
بلغار (انگلیسی: Bulgar, Chekmagushevsky District, Republic of Bashkortostan) یک شهرک در شهرستان چکماگوشفسکی استان باشقیرستان کشور روسیه است.